# Peletier
Peletier – miasto w Stanach Zjednoczonych, w stanie Karolina Północna, w hrabstwie Carteret.